# 上草野村
上草野村（かみくさのむら）は、滋賀県東浅井郡にあった村。現在の長浜市の南東部、草野川の上流域にあたる。

## 地理
- 山岳：己高山、金糞岳
- 河川：草野川

## 歴史
- 1889年（明治22年）4月1日 - 町村制の施行により、郷野村・野瀬村・草野村・高山村・寺師村・西村・太田村・鍛冶屋村・岡谷村の区域をもって発足。
- 1956年（昭和31年）5月3日 - 浅井町に編入。同日上草野村廃止。